# Cricetulus barabensis
Cricetulus barabensis là một loài động vật có vú trong họ Cricetidae, bộ Gặm nhấm. Loài này được Pallas mô tả năm 1773.